# 4월 이야기 (드라마)
《4월 이야기》는 2002년 4월 19일에 MBC에서 방영한 베스트극장이다.

## 줄거리
춘녀(홍은희 분)는 절친한 친구 윤경(권민중 분)과 시누이 올케 사이이며, 시어머니 황씨(사미자 분)를 엄마라고 부른다. 대학생인 춘녀는 윤경의 오빠인 시경과 결혼했지만, 불의의 사고로 남편을 잃고 시어머니 황씨와 친구 윤경과 더불어 살아간다.
황씨는 대학원 조교인 딸 윤경에게 치과의사 진우(유준상 분)와 선을 주선하지만, 윤경은 고시생인 애인 정호(이상우 분)를 만나러 가면서 춘녀에게 대신 선 자리에 나가달라고 한다. 선 자리에 나간 춘녀는 진우에게 최대한 재수없게 행동하지만, 진우는 그런 당찬 모습에 반해 바로 결혼하자고 달려든다.
시경의 제삿날 연락도 없이 춘녀의 집을 찾아온 진우를 황씨는 반갑게 맞이한다. 때마침 정호까지 찾아와 황씨에게 윤경과의 결혼을 요구하자 황씨는 기절 직전의 상태에 이른다. 결국 윤경과 정호의 결혼식장에 춘녀는 진우를 초대한다.

## 등장 인물

### 주요 인물
- 유준상 : 진우 역
- 권민중 : 윤경 역
- 이상우 : 정호 역
- 홍은희 : 춘녀 역

### 그 외 인물
- 사미자 : 황씨 역
- 변희봉
- 심양홍
- 김홍석
- 김현수
- 강용석
- 염현희
- 안용근
- 양현태
- 윤희주
- 한미진
- 이지수
- 염재욱
- 이경미
- 이영미
- 오협
- 최자혜
- 김태현
- 신동미
- 강보라